# 社团出版社
社团出版社（L'Association）是法国的漫画出版社，由Jean-Christophe Menu， Lewis Trondheim， David B。， Mattt Konture， Patrice Killoffer， Stanislas， 以及 Mokeït等人在1990年五月创办，当前在这些最早的创办者中只有Menu 和Konture 继续与该出版社有往来。该出版社是1990年代法语世界漫画新浪潮涌现的时候最重要的出版商，并现在仍保持着很高的关注度。
《Lapin》是该出版社出版的杂志，许多欧洲的另类漫画家在上面展现了他们的才能。社团出版社另外一个有特色的工作是出版蒐集了29个国家超过300个漫画家总共2000多页的黑白漫画集《Comix2000》。